# Rababe Arafi
Rababe Arafi (Marruecos, 12 de enero de 1991) es una atleta marroquí, especialista en la prueba de 1500 m, en la que logró ser subcampeona africana en 2018

## Carrera deportiva
En el Campeonato Africano de Atletismo de 2018 celebrado en Asaba (Nigeria) ganó la medalla de plata en los 1500 metros, con un tiempo de 4:14.12 segundos, tras la keniana Winny Chebet (oro con 4:14.02 segundos) y por delante de la marroquí Malika Akkaoui (bronce con 4:14.17 segundos).